# Skoll
Na mitologia nórdica, Skoll (ou Sköll, "Treachery"   em nórdico antigo) é um lobo que persegue os cavalos Arvak e Alsvid, os quais puxam carruagem Alfrodul que carrega a deusa Sól tentando comê-la.
Skoll tinha um irmão, chamado Hati, que caçava a lua. Ambos são filhos de Fenrir e netos de Loki. Tanto Skoll quanto Hati alcançarão suas presas, devorando-as e iniciando o Ragnarok.